# Szczepan Chrzanowski
Szczepan Chrzanowski (ur. 25 czerwca 1945 w Niedziałce, zm. 17 października 2016) – polski zootechnik, prof. dr hab.

## Życiorys
W 1967 ukończył studia na Wydziale Zootechnicznym Szkoły Głównej Gospodarstwa Wiejskiego w Warszawie (SGGW). Od 1968 pracował na macierzystej uczelni, w Zakładzie Hodowli Koni. Tam w 1974 obronił pracę doktorską Próba oceny wyników hodowlanych osiąganych przez stadniny małopolskie w okresie lat 1958-1970. W 1989 uzyskał na podstawie pracy Wpływ krzyżowania uszlachetniającego rasą pełnej krwi angielskiej na wyniki hodowlane i wartość użytkową koni małopolskich i wielkopolskich ze stadnin państwowych stopień doktora habilitowanego. W 2002 otrzymał tytuł profesora nauk rolniczych.
Był wieloletnim nauczycielem akademickim Szkoły Głównej Gospodarstwa Wiejskiego w Warszawie (SGGW)`, profesorem nadzwyczajnym Wydziału Nauk o Zwierzętach, w latach 1990–1992 prodziekanem Wydziału Zootechnicznego. W latach 1992–2012 kilkukrotnie kierował Zakładem Hodowli Koni. Przeszedł na emeryturę w 2011, ale pozostał na uczelni na części etatu do 2015.
Był współpracownikiem i konsultantem Polskiego Związku Jeździeckiego (PZJ) oraz Polskiego Związku Hodowców Koni, członkiem Komisji Technicznej Warszawskich Torów Wyścigów Konnych. W latach 2000–2012 piastował funkcję przewodniczącego Komisji księgi stadnej koni rasy wielkopolskiej, zaś w latach 2012–2016 przewodniczącego Rady Hodowlanej Polskiego Związku Hodowców Koni. Specjalizował się między innymi w zakresie żywienia koni.

## Wybrane odznaczenia
- Złoty Krzyż Zasługi[2],
- Złoty Medal za Długoletnią Służbę[2],
- Medal Komisji Edukacji Narodowej[2],
- Honorowa Odznaka Zasłużony dla SGGW[2],
- Złota Odznaka Polskiego Związku Hodowców Koni[2],
- Srebrna Honorowa Odznaka Polskiego Związku Jeździeckiego[2].

## Wybrana bibliografia
- Wpływ krzyżowania uszlachetniającego rasą pełnej krwi angielskiej na wyniki hodowlane i wartość użytkową koni małopolskich i wielkopolskich ze stadnin państwowych (Wydaw. SGGW-AR, Warszawa, 1988; ISBN 83-00-02167-1)
- Żywienie koni (Wydawnictwo "Wieś Jutra", Warszawa, 2014; ISBN 978-83-62815-25-8)